# Umweltgeologie
Die Umweltgeologie ist ein Teilbereich der angewandten Geologie. Sie untersucht die Interaktion von Lebewesen, Luft, Wasser, Boden mit der Erdkruste. Gegebenenfalls werden weitere Maßnahmen wie Bewertung, Planung oder Sanierung durchgeführt.
Umweltgeologie hat einen interdisziplinären Ansatz und bezweckt beispielsweise Schutz und Nutzung natürlicher Ressourcen oder schonenden Umgang bei der Abfallentsorgung. Auch die Abschätzung von Gefahrenpotentialen bei Überschwemmungen, Erosion, Erdbeben, Frost, Vulkanausbrüchen, Strahlen ist Gegenstand. In letzter Zeit rücken auch anthropogene Gefährdungen durch Landwirtschaft, Bergbau, Verkehr, Besiedelung oder Abfallentsorgung in den Mittelpunkt.